# Andrena parviceps
Andrena parviceps är en biart som beskrevs av Joseph Kriechbaumer 1873. Andrena parviceps ingår i släktet sandbin, och familjen grävbin. Inga underarter finns listade i Catalogue of Life.